# Andrij Skwaruk
Andrij Skwaruk, ukr. Андрій Скварук (ur. 9 marca 1967) – ukraiński lekkoatleta, młociarz, dwukrotny olimpijczyk (1996, 2000).

## Sukcesy
- 3. miejsce podczas Superligi Pucharu Europy (Rzym 1993)
- 2. miejsce na Superlidze Pucharu Europy (Birmingham 1994)
- 4. miejsce podczas Igrzysk olimpijskich (Atlanta 1996)
- srebrny medal Mistrzostw Świata w Lekkoatletyce (Ateny 1997)
- złoto Światowych Wojskowych Igrzysk Sportowych (Zagrzeb 1999)
- zwycięstwo w Finale Grand Prix IAAF (Doha 2000)
- 2. miejsce podczas Superligi Pucharu Europy (Málaga 2006)

## Rekordy życiowe
- Rzut młotem – 82,62 m (2002)